# 科爾特斯港
科爾特斯港（西班牙語：Puerto Cortés）是洪都拉斯科爾特斯省的一座城市。位於該國西北部加勒比海沿岸，始建於1524年，是洪都拉斯第一大港，有铁路连接国内第二大城市汕埠市。面積391平方公里，2008年人口約165,000。

## 外部連結

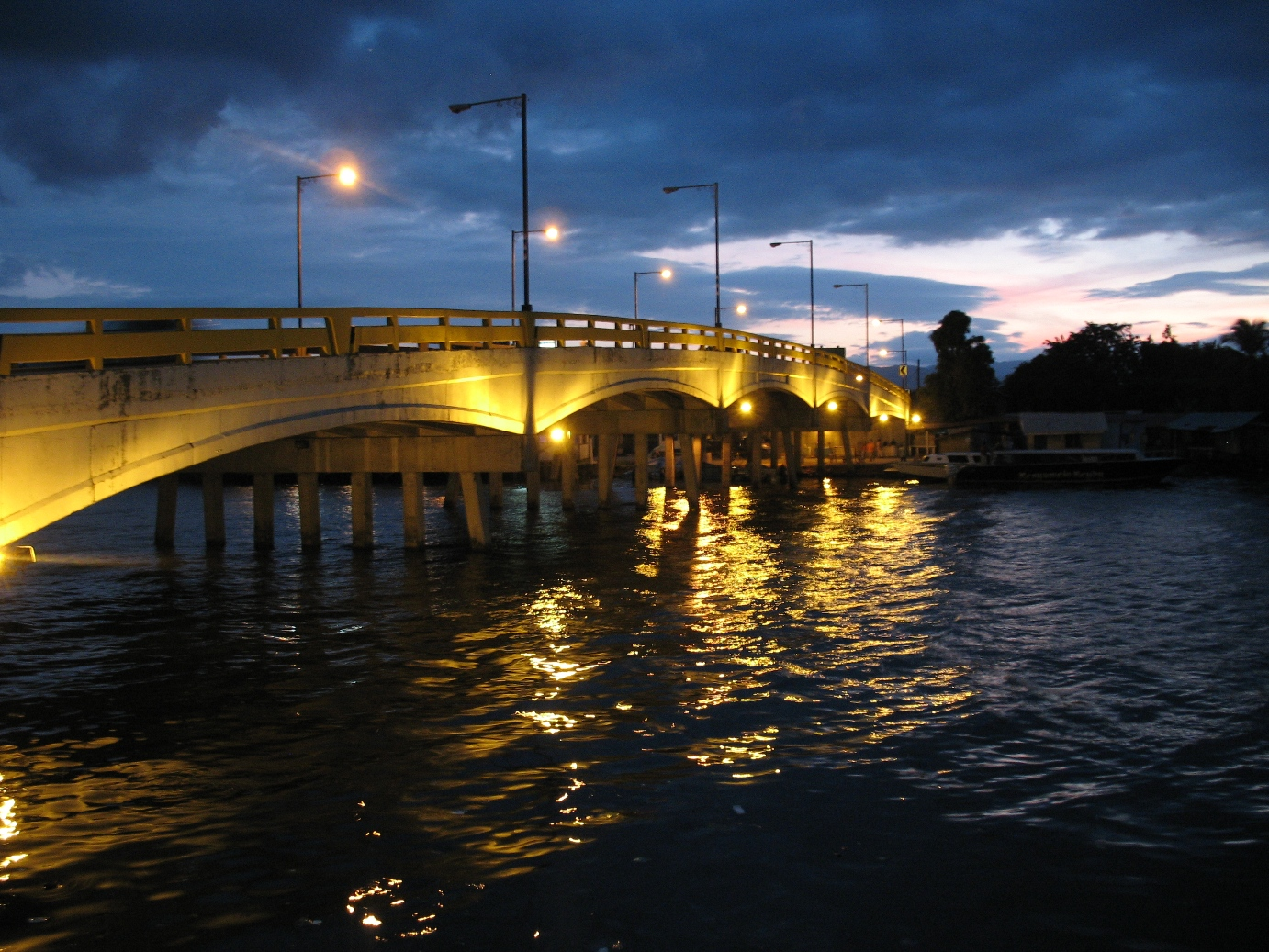
科爾特斯港

- First Portal Journalistic in Puerto Cortés （页面存档备份，存于）
- Puerto Cortés tips （页面存档备份，存于）

15°53′N 87°57′W / 15.883°N 87.950°W